# Zaccharie Risacher
Zaccharie Risacher (Málaga, 2005. április 8. –) francia válogatott kosárlabdázó, a National Basketball Associationben szereplő Atlanta Hawks játékosa. A 2024-es NBA-drafton az Atlanta Hawks az első helyen választotta ki.

## Fiatalkora
Risacher 2005. április 8-án született a spanyolországi Málagában, ahol apja, Stéphane Risacher 2002 és 2006 között a Baloncesto Málaga játékosa volt. Családja ezt követően visszaköltözött Lyonba, ahol három és fél évesen az Élan Chalonban kezdett el kosárlabdázni.
Risacher 2020 augusztusában lépett be az ASVEL Basket akadémiai programjába. Elsősorban a klub U21-es csapatában játszott az LNB Espoirs-ban, a francia U21-es bajnokságban.

## Statisztikák

### NBA

#### Alapszakasz
| Év        | Csapat        | JM | KM | JP/M | MG%  | 3P%  | BD%  | LP/M | GP/M | L/M | B/M | P/M  |
| --------- | ------------- | -- | -- | ---- | ---- | ---- | ---- | ---- | ---- | --- | --- | ---- |
| 2024–2025 | Atlanta Hawks | 75 | 73 | 24,6 | .458 | .355 | .711 | 3,6  | 1,2  | 0,7 | 0,5 | 12,6 |
| Karrier   | Karrier       | 75 | 73 | 24,6 | .458 | .355 | .711 | 3,6  | 1,2  | 0,7 | 0,5 | 12,6 |

#### Play-in
| Év      | Csapat        | JM | KM | JP/M | MG%  | 3P%  | BD%   | LP/M | GP/M | L/M | B/M | P/M |
| ------- | ------------- | -- | -- | ---- | ---- | ---- | ----- | ---- | ---- | --- | --- | --- |
| 2025    | Atlanta Hawks | 2  | 2  | 22,3 | .143 | .083 | 1.000 | 1,5  | 0,0  | 1,0 | 0,0 | 5,0 |
| Karrier | Karrier       | 2  | 2  | 22,3 | .143 | .083 | 1.000 | 1,5  | 0,0  | 1,0 | 0,0 | 5,0 |

## Fordítás
Ez a szócikk részben vagy egészben  a   Zaccharie Risacher című angol Wikipédia-szócikk ezen változatának fordításán alapul.  Az eredeti cikk szerkesztőit annak laptörténete sorolja fel. Ez a jelzés csupán a megfogalmazás eredetét és a szerzői jogokat jelzi, nem szolgál a cikkben szereplő információk forrásmegjelöléseként.